# Léon (t)erreur de la savane
Pour les articles homonymes, voir Léon.
Léon (t)erreur de la savane littéralement Léon terreur de la savane est une série télévisée d'animation française en 52 épisodes de trois minutes, créée par Alexandre So, Antoine Rodelet et Josselin Charier, et diffusée à partir du 21 décembre 2009 sur France 3 et rediffusée sur Canal J.
Au Québec, elle est diffusée depuis le 12 septembre 2011 à Télé-Québec.

## Synopsis
Cette série met en scène Léon, un lion adolescent, fougueux et écervelé dont l'instinct de prédateur est sans cesse contrarié.

## Épisodes
1. Ticket choc
2. Un nid pour deux
3. La Baballe
4. Chasse gardée
5. Créature de rêve
6. Concentré de jeunesse
7. 4 x 400 mètres
8. Clone impact
9. Faim captivante
10. Bas les masques !
11. Électrochocs
12. Café frappé
13. Alien lion
14. Safari photo
15. Cache-cache
16. À la broche
17. Course à l'œuf
18. Saut en hauteur
19. Ultrasons
20. Maraboutage
21. Balle de match
22. Twister
23. L'Aimant vivant
24. Rallye safari
25. Les Petits Raseurs
26. Léon a dit
27. Copie conforme
28. Girafe mécanique
29. Paranoïa
30. Poil à gratter
31. Vu à la télé
32. Sorcellerie
33. Palabres
34. Rois du rire
35. La guerre des langues
36. Love story
37. Le poulain
38. Pissenlits
39. Pygmalion
40. Super springbok
41. Hyene de vie
42. Pince crocodile
43. Un wagon pour deux
44. Poids lourd
45. Farces et attrapes
46. Squatteurs
47. Potion magique
48. Réserve naturelle
49. Bouse de la
50. Open bar
51. Grande illusion
52. On off